# Krušedol Selo
Krušedol Selo (Крушедол Село) település Szerbiában, a Vajdaságban, a Szerémségi körzetben, Ürög községben.

## Demográfiai változások
| 1948 | 1953 | 1961 | 1971 | 1981 | 1991 | 2002 |
| ---- | ---- | ---- | ---- | ---- | ---- | ---- |
| 450  | 508  | 568  | 508  | 424  | 372  | 388  |